# Pedro José López Muñoz
Pedro José López Muñoz (Torrent, 1 de gener de 1983) és un exfutbolista professional valencià que jugava com a lateral dret. El seu darrer equip va ser la SD Huesca.

## Carrera esportiva

### Racing de Santander
López es va formar al planter del València CF. Mai va debutar més enllà del València CF Mestalla, i finalment va debutar a La Liga amb el Racing de Santander la temporada 2004–05.

### Valladolid
López fitxà pel Reial Valladolid l'estiu de 2005, jugant-hi 36 partits, i assolint la promoció dos anys després. Va marcar el seu primer gol pel club la següent temporada, un xut de llarga distància, en un empat 1–1 a casa contra el Reial Madrid el 23 de setembre de 2007.
El 14 de desembre de 2008, titular indiscutible al lateral dret, López va marcar des del seu camp en un 3–0 a casa contra el Deportivo de La Coruña. Va continuar sent titular regular les següents temporades, fins que l'equip va baixar de categoria la 2009–10.

### Llevant
Desitjant retornar a la màxima categoria, López fitxà pel Llevant UE el 19 de juliol de 2011, amb contracte per tres anys. L'equip va finalitzar en la millor posició de la seva història, sisè en la seva temporada de debut, i es va classificar per la Lliga Europa de la UEFA en la qual va jugar vuit partits, ajudant l'equip a assolir els quarts de final. Va marcar el seu primer gol pel club el 31 de març de 2014, per confirmar la victòria per 2–0 contra el Granada CF.
El 16 de maig de 2019, a 35 anys, López anuncià que marxava de l'Estadi Ciutat de València al final de la temporada quan el seu contracte expirés.

### Osca
El 16 de juliol de 2019, com a agent lliure López va signar contracte per un any amb la SD Huesca, que havia acabat de baixar a Segona Divisió.